# خط طول 47° شرق
خط طول 47° شرق هو أحد خطوط الطول الجغرافية، والتي تمتد من القطب الشمالي الجغرافي إلى القطب الجنوبي الجغرافي، وحسب التحويل الزمني يتقدم خط طول 47° شرق عن خط غرينتش بـ3 ساعات و8 دقائق.

## من القطب إلى القطب
ينطلق خط طول 47° شرق من القطب الشمالي نحو القطب الجنوبي مرورا بالمناطق التي ترد في الجدول التالي:
| الإحداثيات                         | البلد أو الإقليم أو البحر | ملاحظات                                                                                              |
| ---------------------------------- | ------------------------- | --- |
| 90°0′N 47°0′E / 90.000°N 47.000°E  | المحيط المتجمد الشمالي    | |
| 80°46′N 47°0′E / 80.767°N 47.000°E | روسيا                     | Island of أرض ألكساندرا, أرخبيل فرنسوا جوزيف                                                         |
| 80°35′N 47°0′E / 80.583°N 47.000°E | بحر بارنتس                | Cambridge Channel                                                                                    |
| 80°21′N 47°0′E / 80.350°N 47.000°E | روسيا                     | Island of زيمليا جورجا, أرخبيل فرنسوا جوزيف                                                          |
| 80°10′N 47°0′E / 80.167°N 47.000°E | بحر بارنتس                | |
| 66°51′N 47°0′E / 66.850°N 47.000°E | روسيا                     | |
| 49°52′N 47°0′E / 49.867°N 47.000°E | كازاخستان                 | |
| 49°13′N 47°0′E / 49.217°N 47.000°E | روسيا                     | For about 18 km                                                                                      |
| 49°3′N 47°0′E / 49.050°N 47.000°E  | كازاخستان                 | |
| 48°16′N 47°0′E / 48.267°N 47.000°E | روسيا                     | |
| 44°48′N 47°0′E / 44.800°N 47.000°E | بحر قزوين                 | Kizlyar Bay                                                                                          |
| 44°21′N 47°0′E / 44.350°N 47.000°E | روسيا                     | |
| 41°34′N 47°0′E / 41.567°N 47.000°E | أذربيجان                  | Passing through مرتفعات قرة باغ                                                                      |
| 39°10′N 47°0′E / 39.167°N 47.000°E | إيران                     | |
| 32°34′N 47°0′E / 32.567°N 47.000°E | العراق                    | |
| 29°41′N 47°0′E / 29.683°N 47.000°E | الكويت                    | |
| 29°3′N 47°0′E / 29.050°N 47.000°E  | السعودية                  | Passing just east of الرياض                                                                          |
| 16°55′N 47°0′E / 16.917°N 47.000°E | اليمن                     | |
| 13°33′N 47°0′E / 13.550°N 47.000°E | المحيط الهندي             | خليج عدن                                                                                             |
| 10°56′N 47°0′E / 10.933°N 47.000°E | الصومال                   | صوماليلاند                                                                                           |
| 8°0′N 47°0′E / 8.000°N 47.000°E    | إثيوبيا                   | |
| 6°59′N 47°0′E / 6.983°N 47.000°E   | الصومال                   | |
| 3°26′N 47°0′E / 3.433°N 47.000°E   | المحيط الهندي             | Passing just west of the جزر غلوريوسو atoll, أراض فرنسية جنوبية وأنتارتيكية                          |
| 15°18′S 47°0′E / 15.300°S 47.000°E | مدغشقر                    | |
| 25°2′S 47°0′E / 25.033°S 47.000°E  | المحيط الهندي             | |
| 60°0′S 47°0′E / 60.000°S 47.000°E  | المحيط الجنوبي            | |
| 67°17′S 47°0′E / 67.283°S 47.000°E | القارة القطبية الجنوبية   | الإقليم الأسترالي في القارة القطبية الجنوبية, المطالب الإقليمية بالقارة القطبية الجنوبية by أستراليا |